# 페시아
페시아(이탈리아어: Pescia)는 이탈리아 토스카나주 피스토이아도에 있는 코무네다. 루카와 피렌체 가운데에 위치한다.

## 역사
이곳의 최초의 정착지라고 할 수 있는 페시아 강의 둑에 있는 고고학 발굴지가 롬바르시아의 것이라 제시하고 있다. 이곳의 지명도 강을 뜻하는 롬바르디아어에서 유래했다.
루카가 13세기에 페시아를 점령하여 파괴시켰지만, 빠르게 재건되었다. 중세 시대 전체 동안 피렌체와 루카가 두 공화국의 국경 가운데에 위치해 있던 이곳을 차지 하기 위해 경쟁했다. 10년 전쟁이 지난 1339년에 피렌체가 이곳을 차지했다.
이곳의 경제는 뽕나무 재배와 누에 재배로 세워졌다. 흑사병으로 큰 타격을 입어, 페시아는 15세기가 끝이 나서야 인구와 경제를 회복 할 수 있었다.
17세기 말 토스카나 대공은 페시아를 "토스카나 대공국의 도시"로 선포했다. 19세기에 비단 제작이 매우 중요해지면서 페시아를 "토스카나의 소 맨체스터"라고 불렀다. 이곳의 경제는 프랑스와 이탈리아 간의 무역 분쟁(1888) 후에 쇠퇴하였다. 나폴레옹 보나파르트가 이곳을 지나면서 심각한 경제 타격을 입었는데, 그 이유는 그가 사탕무로 비단을 대체했기 때문이였다.
1925년 이후, 페시아 사람들은 꽃과 올리브 재배 판매로 대체 산업을 이뤘다. 제2차 세계대전 때 융단 폭격이 페시아에 피해를 입히기도 했다.

## 자매 도시
- 스페인 네르하
- 프랑스 울랭